# ジョン・テイラー・ウェッジウッド

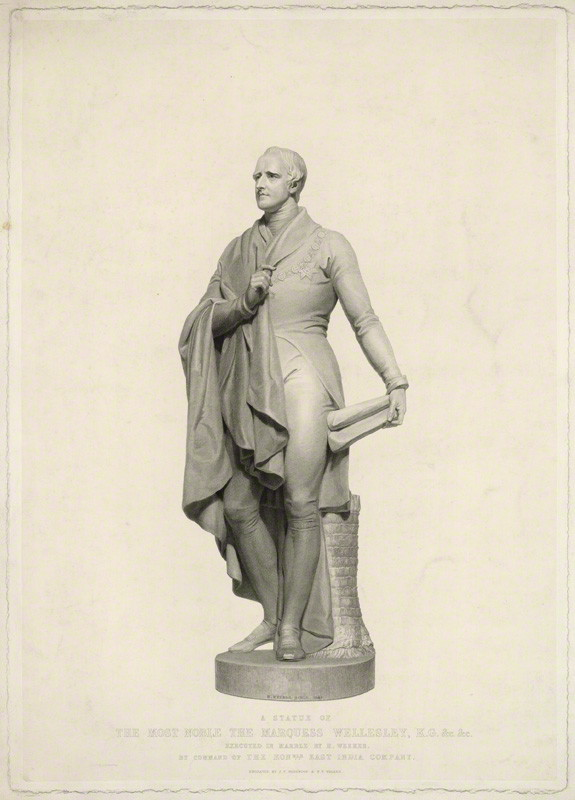
初代ウェルズリー侯爵リチャード・ウェルズリーの肖像（制作：ジョン・テイラー・ウェッジウッド / F. F. ウォーカー）、ヘンリー・ウィークスによる「彫刻後」にS. H. ホーキンスの手により焼き付け。

ジョン・テイラー・ウェッジウッド（英語名：John Taylor Wedgwood、1782年10月19日（洗礼）- 1856年3月6日）はイングランド出身の線彫職人。

## 経歴
陶工のトマス・ウェッジウッド2世（1734年 - 1788年）と、エリザベス・テイラーの息子として生まれる。長兄に写真撮影術の先駆者であるラルフ・ウェッジウッドがおり、ジョンとラルフはともに陶芸職人ジョサイア・ウェッジウッドの親類である。
ウェッジウッドは長年パリで職を持っていた。彼が受け持っていた仕事といえば、主として肖像画のような既存の絵画を印刷用に改作することであった。改作するにあたり、ウェッジウッドが用いたのが彫刻用のビュランである。
ウェッジウッドが取り扱ったオリジナル作品の芸術家は以下におよぶ。
- サミュエル・クーパー[3]
- ウィリアム・ジョンストーン・ホワイト[3]
- ジョン・サーストン（英語版）[3]
- ヘンリー・ウィークス（英語版）[3]
- メアリー・ビール[3]
- チシアン[3]
- ジョシュア・レイノルズ[4]
- トマス・ゲインズバラ[4]
- ウジェーヌ・ドゥヴェリア[4]
- サルヴァトル・ローザ[4]
- アントニオ・アッレグリ・ダ・コレッジョ[4]
- ヘンリー・ペロネ・ブリッグス[4]
- ジョージ・ヘイター[4]
- レミュエル・フランシス・アボット[4]
- ジョン・シングルトン・コプリー[4]
- ウィリアム・ベーネス（英語版）[4]
- ミス・カーマイケル[4]
- アシル・ドゥヴェリア[4]
- ルイ・ブーランジェ[4]
- ロバート・ブレメル・シュネーベル（英語版）[4]
- ヘンリー・コルボルド（英語版）[4]
- ジョージ・シェファード（英語版）[4]
- ジョージ・ロベルト・ルイス（英語版）[4]
- フランシス・レガット・チャントリー[4]
- アントワーヌ＝フランソワ・カレ / ジョゼフ・デュプレシ[4]
- ウィリアム・ドブソン[4]
- フランシス・パーソンズ（英語版）[4]
- ピーター・レリー[4]
- ウィレム・ヴァン・デ・パッセ（英語版）[4]

1856年3月6日にワンズワース地区にあるクラパムで死去。生涯独身であった。